# Thất đại hận
Thất đại hận (tiếng Mãn: ᠨᠠᡩᠠᠨ
 ᡴᠣᡵᠣ, nadan koro; tiếng Trung: 七大恨; bính âm: Qī Dà Hèn) là một bài hịch được bố cáo bởi vua Nỗ Nhĩ Cáp Xích, đánh dấu sự tuyên chiến lớn của Hậu Kim với nhà Minh.

## Bối cảnh
Sau khi thống nhất các bộ tộc Nữ Chân Kiến Châu, Nỗ Nhĩ Cáp Xích đã cử người đến Bắc Kinh triều cống nhà Minh. Nhờ đó, ông nhận ra được tình hình rối ren của Minh triều, thúc đẩy quyết tâm thống nhất Nữ Chân, từ đó chinh phạt nhà Minh để báo thù giết cha và ông nội. Khi hầu hết các bộ tộc Nữ Chân đã được thống nhất và thế lực của mình lan sang cả các bộ tộc Mông Cổ, Nỗ Nhĩ Cáp Xích lên ngôi Đại Hãn ở thành Hách Đồ A Lạp (nay là Tân Tân, Liêu Ninh), tuyên bố dựng nước, lấy quốc hiệu Đại Kim, đặt niên hiệu là Thiên Mệnh (chữ Hán: 天命, chữ Mông Cổ: Тэнгэрийн Сүлдэт, chữ Mãn: ᠠᠪᡴᠠᡳ
 ᡶᡠᠯᡳᠩᡤᠠ, âm Mãn: Abkai Fulingga).
Nhận thấy thế lực của mình đã đủ mạnh, Nỗ Nhĩ Cáp Xích cho rằng điều kiện phục thù đã chín muồi. Đầu năm 1618, Nỗ Nhĩ Cáp Xích tuyên bố với các bối lặc Nữ Chân: "Ý ta đã quyết, năm nay nhất định chinh phạt Đại Minh". Ngày 13 tháng 4 năm Thiên Mệnh (tiếng Trung: 天命) thứ Ba (ngày 7 tháng 5 năm 1618), ông tế cáo trời đất, công bố "Thất đại hận" làm lý do khởi binh phản Minh.
Sau khi tuyên bố Thất đại hận, quân Mãn Châu tấn công Phủ Thuận và tiếp nhận sự đầu hàng của tướng nhà Minh giữ thành là Lý Vĩnh Phương (chết năm 1634). Năm sau, nhà Minh đem 10 vạn quân dưới sự hậu thuẫn của Triều Tiên và Diệp Hách chia thành bốn đường tấn công Nỗ Nhĩ Cáp Xích. Kết quả là quân Mãn Châu giành được thắng lợi to lớn trước liên quân Minh-Triều-Diệp Hách tại thị trấn Tát Nhĩ Hử. Nhà Minh đã quá mệt mỏi với một loạt những xung đột với người Mãn ở biên giới, thêm vào đó bạo loạn xảy ra, kinh tế suy sụp nên thế nước ngày một đi xuống. Cuối cùng, ngày 26 tháng 5 năm 1644, quân khởi nghĩa nông dân do Lý Tự Thành lãnh đạo chiếm được Bắc Kinh, hoàng đế Sùng Trinh nhà Minh treo cổ tự sát trên một cây hòe trên Môi Sơn ngoài Tử Cấm Thành. Quân Mãn Châu nhờ Ngô Tam Quế dẫn đường tiến vào Bắc Kinh, tiêu diệt chính quyền Đại Thuận của Lý Tự Thành. Nhà Thanh chính thức cai trị Trung Quốc cho đến năm 1911.

## Nội dung hịch văn
Nội dung bài hịch được chép trong "Thanh Thái tổ Cao Hoàng đế thực lục" gồm 7 điều. Trong đó, điều đầu tiên khẳng định thủ phạm giết cha và ông nội chính là triều đình nhà Minh. Những điều còn lại xoáy vào sự bất bình đẳng, thiên vị của nhà Minh với các bộ tộc Diệp Hách mà chế áp các bộ tộc Kiến Châu ông.
.